# Edison Park (Chicago)
Pour les articles homonymes, voir Edison Park.

Situation d'Edison Park dans la ville de Chicago

Edison Park est l'un des 77 secteurs communautaires de la ville de Chicago aux États-Unis. Il se situe dans le North Side, non loin de l'Aéroport international O'Hare de Chicago.

## Personnalité
- Edward Frederick Ertz (1862-1954), peintre et aquafortiste, y est né.